# Transatlantik-Tunnel
Der Transatlantik-Tunnel ist ein seit dem 19. Jahrhundert wiederholt diskutiertes Projekt, das lange an den technischen Möglichkeiten, heute eher an den enormen Kosten scheitert. Mehrfach war er Gegenstand der Literatur.

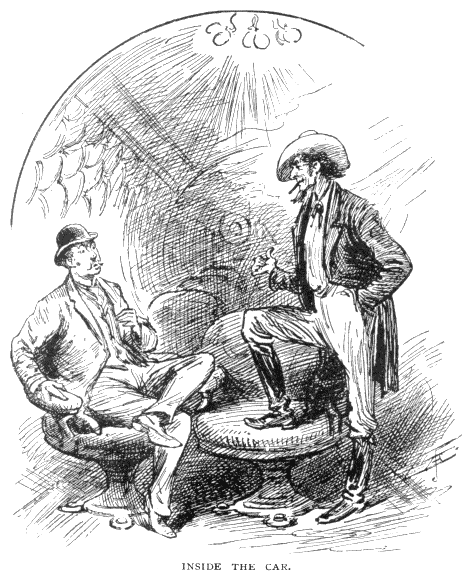
Innenansicht des Fahrzeuges nach Michel Verne: Un Express de l'avenir. In: Strand Magazine, 1895

## Idee
Grundidee ist die Verbindung von Nordamerika und Europa, in der Regel zwischen den USA und Europa, auf dem Landweg. Die Länge (entlang des Bogens) eines solchen Tunnels betrüge zwischen 3250 km (Neufundland (Kanada) –Tralee (Irland)) und 5750 km (New York–Paris). Dabei variieren die technischen Lösungen, die vorgeschlagen werden. Allen gemeinsam ist, dass nie von Individualverkehr ausgegangen wird, vielmehr eine Eisenbahn oder ein eisenbahn-ähnliches Verkehrsmittel vorgesehen wird. Dies soll – je nach vorgeschlagener Technik – Reisegeschwindigkeiten zwischen 500 km/h und 6000 km/h erreichen. Im Vergleich zum Luftverkehr könnte eine solche Verbindung schneller sein, ohne fossile Brennstoffe betrieben werden und / oder den Transport auch von Massengütern ermöglichen. Technisch werden folgende Lagen vorgeschlagen:
- Tunnel im Seeboden
- Tunnel auf dem Seeboden
- Im Wasser schwimmende Tunnelröhre

## Machbarkeit

Schema eines Transatlantik-Tunnels zwischen Calais und Québec

### Tunnelbauwerk
Hauptproblem sind heute die Kosten eines solchen Unterfangens. Realistische Kostenschätzungen gibt es nicht. Die veröffentlichten Werte bewegen sich zwischen 88 Mrd. und 12 Billionen $US. Diese Schätzungen leiden auch daran, dass ein solches Vorhaben sich an den Grenzen des derzeit Machbaren bewegt. Die Wirtschaftlichkeit eines solchen Projekts ist derzeit nicht gegeben. Schwierigkeiten bei viel kürzeren Unterseetunneln, wie etwa dem Eurotunnel oder dem Seikan-Tunnel, bei denen viel preiswertere Technologie zum Einsatz kam, als die, die für einen Transatlantik-Tunnel vorgeschlagen wird, unterstreichen das.
- Ein Vorschlag aus den 1960er Jahren sah einen 3100 km langen Tunnel im Seeboden vor, in dem ein Vakuum hergestellt werden sollte und der von einer Magnetschwebebahn befahren wird. Diese sollte eine Geschwindigkeit von 5000 km/h erreichen.[5]
- Eine Variante dieses Vorschlags sieht eine Tunnelröhre im Wasser unterhalb der Höhe vor, die durch Schiffsrümpfe gefährdet wäre – etwa 160 m. Das schlösse aber nicht die Kollision etwa mit einem U-Boot aus. Die Route soll über Kanada und Grönland geführt werden, so dass sie streckenweise über Land verliefe. Das sparte Baukosten.[6] Die Röhre würde aus 54.000 vorgefertigten Segmenten bestehen, die im Meer versenkt und miteinander verbunden würden. Die Segmente bestehen aus zwei ineinander liegenden Stahlröhren, der Raum dazwischen würde mit Schaum gefüllt werden. Die durch die aneinander gereihten Segmente entstehende Röhre wäre mit etwa 100.000 Stahlkabeln am Meeresgrund fixiert. Auch hier würde eine Magnetschwebebahn in einem Vakuum oder bei Unterdruck verkehren.[7] Diese Lösung vermeidet die Probleme, die der Druck auf eine im oder auf dem Meeresboden verlegte Tunnelröhre ausübt. Andererseits gibt es für die Technik einer im Wasser schwimmenden Tunnelröhre noch keine Erfahrungen.

### Fahrzeuge
Hinsichtlich der in einem solchen Tunnel verkehrenden Züge spiegelt sich der jeweils technische Standard der Epoche, in der die Idee entwickelt wurde. Vorschläge aus dem 19. Jahrhundert gehen von herkömmlichen, wenn auch – für damalige Verhältnisse – schnellen Eisenbahnzügen aus. Mit einer solchen Technik dauerte die Fahrt zwei bis drei Tage.
In der ersten Hälfte des 20. Jahrhunderts wurden verschiedene Formen von Strahltriebwerken diskutiert. Die Züge würden 18 Minuten benötigen, um auf die Reisegeschwindigkeit zu beschleunigen und ebenso lange, um wieder zu bremsen. Die Reisenden würden dabei jeweils einer Beschleunigung von 0,2 m/s² ausgesetzt. So ließ sich Robert Goddard zwei entsprechende Patente sichern.
Der Antrieb mit Strahltriebwerken hat den Nachteil, dass sie auf Luft (Sauerstoff) angewiesen sind, der Tunnel also nicht bei Unterdruck oder im Vakuum betrieben werden kann, den fahrenden Zug bei hoher Geschwindigkeit im Tunnel ein ganz erheblicher Luftwiderstand hemmt. Außerdem müsste bei einer solchen Antriebsart dem Tunnel immer und in größeren Mengen Sauerstoff zugeführt und Abgase abgesaugt werden. Die Fahrzeiten eines solchen Zuges würden voraussichtlich die des Luftverkehrs überschreiten und das Interesse an einem solchen Tunnel entfallen lassen.
Die Ideen seit der zweiten Hälfte des 20. Jahrhunderts gehen deshalb von Magnetschwebebahnen aus, die in einer Röhre verkehren, in der ein Vakuum hergestellt wird. Reisegeschwindigkeiten von 5000 km/h oder 7400 km/h sollen erreicht werden. Das dauernde Aufrechterhalten des Vakuums in einer so langen Röhre wäre sehr aufwändig und ein versehentliches Einströmen von Luft in den Tunnel bei so hohen Geschwindigkeiten und der dann entstehenden Reibungshitze sehr gefährlich.

## Der Tunnel in der Literatur
Der erste Vorschlag für einen solchen Tunnel entstammt einer Erzählung von Michel Verne, Sohn von Jules Verne, Un Express de l’avenir (deutsch: Ein Schnellzug der Zukunft), die er 1888 veröffentlichte. Michel Verne verlegt einen 4800 km langen Tunnel zwischen Boston und Liverpool. Er besteht aus zwei parallelen Röhren. Die Fahrzeuge werden mit Druckluft durch die Röhren bewegt. Er geht von einer Reisezeit von 2h 40' und einer Reisegeschwindigkeit von 1800 km/h aus, vergisst dabei allerdings die erforderliche langsamere Fahrt und zusätzliche Zeit für das Beschleunigen und Bremsen.
1913 veröffentlichte Bernhard Kellermann den Roman Der Tunnel. Das Buch wurde zwischen 1915 und 1935 mehrmals verfilmt: 1933 unter der Regie von Kurt Bernhardt mit Paul Hartmann, Olly von Flint, Attila Hörbiger und Gustaf Gründgens auf Deutsch.
1956 erwähnt Arthur C. Clarke in seinem Roman Die sieben Sonnen (englisch: The City and the Stars) interkontinentale Tunnel.
1972 erschien der Roman Der große Tunnel (englisch: A Trans-Atlantic Tunnel, Hurrah!  [1972], 1973 unter dem neuen Titel: Tunnel Through the Deeps) von Harry Harrison. Der Tunnel ist hier auf dem Meeresboden verlegt und wird von einer Magnetschwebebahn befahren.

## Wissenswert
Die „Transatlantik-Tunnel“, die sich heute als Modell in Bau oder Betrieb befinden, sind sehr viel kürzer und beherrschbarer als die vorgeschlagenen realen Projekte:
- Einer verläuft in Hamburg im Miniatur Wunderland unter dem Gang für Besucher, der die Anlagenteile „Europa“ und „USA“ trennt. Abgedeckt ist der Tunnel von einer Glasplatte, so dass Züge, die zwischen „Europa“ und „Amerika“ verkehren, sichtbar sind.
- Ein weiterer „Atlantik-Tunnel“ von 9 m Länge existiert seit Ende 2016 im Haus des Meeres in Wien, wo Besucher durch eine transparente Röhre gehen können, die durch ein Aquarium verläuft, das die Tierwelt des Atlantiks zeigt.[15]